# SM UC-3
Le SM UC-3 (ou Unterseeboot UC-3) est un sous-marin allemand (U-Boot) de type UC I mouilleur de mines utilisé par la Kaiserliche Marine pendant la Première Guerre mondiale.

## Conception
Sous-marin allemand de type UC I, le SM UC-3 a un déplacement de 168 tonnes en surface et de 183 tonnes en immersion. Il avait une longueur totale de 33,99 m, une largeur de 3,15 m, et un tirant d'eau de 3,04 m. Le sous-marin était propulsé par un moteur diesel Daimler-Motoren-Gesellschaft à six cylindres et quatre temps, produisant 90 chevaux-vapeur (66 kW), un moteur électrique produisant 175 chevaux-vapeur (129 kW) et un arbre d'hélice. Il était capable de fonctionner à une profondeur de 50 mètres.
Le sous-marin avait une vitesse maximale en surface de 6,20 nœuds (11,48 km/h) et une vitesse maximale en immersion de 5,22 nœuds (9,67 km/h). Lorsqu'il est immergé, il peut parcourir 50 milles marins (93 km) à 4 nœuds (7,4 km/h) ; lorsqu'il fait surface, il peut parcourir 780 milles marins (1 440 km) à 5 nœuds (9,3 km/h). Le SM UC-3 était équipé de six tubes de mine de 100 centimètres, douze mines UC 120 et une mitrailleuse de 8 millimètres. Il a été construit par l'AG Vulcan Stettin et son équipage était composé de quatorze membres.
Le SM UC-3 a été commandé le 23 novembre 1914 comme le troisième d'une série de 15 navires de type UC I (numéro de projet 35a, attribué par l'Inspection des navires sous-marins), dans le cadre du programme de guerre d'expansion de la flotte. Les dix premiers navires de ce type, dont l'UC-3, ont été construits dans le chantier naval Vulcan à Hambourg. Le chantier naval, qui n'avait aucune expérience préalable dans la construction de sous-marins, a estimé la durée de construction du navire à 5-6 mois, et pour respecter ce délai, il a dû arrêter la construction de torpilleurs.

## Affectations
Comme la plupart des sous-marins de sa classe, le SM UC-3 était sous le commandement de la U-Flotille Flanders, qui faisait partie du Marinekorps Flandern  (Corps des Marines flamands), et était déployé depuis Zeebrugge.
- U-Flottille Flandern du 30 juin 1915 au 27 mai 1916

## Commandement
- Kapitänleutnant (Kptlt.) Erwin Weisbach du 1er juin 1915 au 26 septembre 1915
- Oberleutnant zur See (Oblt.) Erwin Waßner du 27 septembre 1915 au 12 mai 1916
- Oberleutnant zur See (Oblt.) Günther Kreysern du 13 mai 1916 au 27 mai 1916

## Patrouilles
Le SM UC-3 a réalisé 29 patrouilles pendant son service actif.

## Navires coulés
Les mines mouillées par le SM UC-3 ont coulé 16 navires marchands pour un total de 28 483 tonneaux, 6 navires de guerre pour un total de 2 109 tonnes et a endommagé 2 navires marchands pour un total de 1 909 tonneaux au cours des 29 patrouilles qu'il effectua.
| Date              | Nom                     | Nationalité      | Tonnage | Destin    |
| ----------------- | ----------------------- | ---------------- | ------- | --------- |
| 5 juillet 1915    | Peik                    | Norvège          | 1 168   | Coulé     |
| 14 juillet 1915   | Vivid                   | Belgique         | 150     | Coulé     |
| 20 juillet 1915   | HMY Rhiannon            | Royal Navy       | 137     | Coulé     |
| 21 juillet 1915   | HMT Briton              | Royal Navy       | 196     | Coulé     |
| 12 septembre 1915 | Ashmore                 | Royaume-Uni      | 2 519   | Coulé     |
| 14 octobre 1915   | Salerno                 | Royaume-Uni      | 2 071   | Coulé     |
| 16 octobre 1915   | Volscian                | Royaume-Uni      | 570     | Endommagé |
| 17 octobre 1915   | HMT Javelin             | Royal Navy       | 205     | Coulé     |
| 25 octobre 1915   | Selma                   | Norvège          | 1 654   | Coulé     |
| 6 novembre 1915   | Alastair                | Royaume-Uni      | 366     | Coulé     |
| 11 novembre 1915  | Rhineland               | Royaume-Uni      | 1 501   | Coulé     |
| 17 novembre 1915  | Ulriken                 | Norvège          | 2 379   | Coulé     |
| 29 novembre 1915  | HMS Duchess of Hamilton | Royal Navy       | 553     | Coulé     |
| 10 décembre 1915  | Nereus                  | Norvège          | 742     | Coulé     |
| 11 décembre 1915  | Pinegrove               | Royaume-Uni      | 2 847   | Coulé     |
| 18 décembre 1915  | Nico                    | Norvège          | 712     | Coulé     |
| 21 décembre 1915  | HMS Lady Ismay          | Royal Navy       | 495     | Coulé     |
| 27 décembre 1915  | Hadley                  | Royaume-Uni      | 1 777   | Coulé     |
| 14 janvier 1916   | Breslau                 | Royaume-Uni      | 1 339   | Endommagé |
| 18 janvier 1916   | Auvergne                | Marine nationale | 523     | Coulé     |
| 8 février 1916    | Argo                    | Royaume-Uni      | 1 720   | Coulé     |
| 28 février 1916   | Thornaby                | Royaume-Uni      | 1 782   | Coulé     |
| 26 mai 1916       | Denewood                | Royaume-Uni      | 1 221   | Coulé     |
| 3 juin 1916       | Golconda                | Royaume-Uni      | 5 874   | Coulé     |